# Pan Samochodzik i nieuchwytny kolekcjoner
Pan Samochodzik i nieuchwytny kolekcjoner – powieść dla młodzieży autorstwa Zbigniewa Nienackiego, której pisanie przerwała jego śmierć w 1994. Została dokończona przez Jerzego Ignaciuka i wydana w 1997. Powieść wchodzi w skład cyklu Pan Samochodzik, opisującego przygody historyka sztuki – detektywa noszącego ten przydomek.